# Braucommune Freistadt

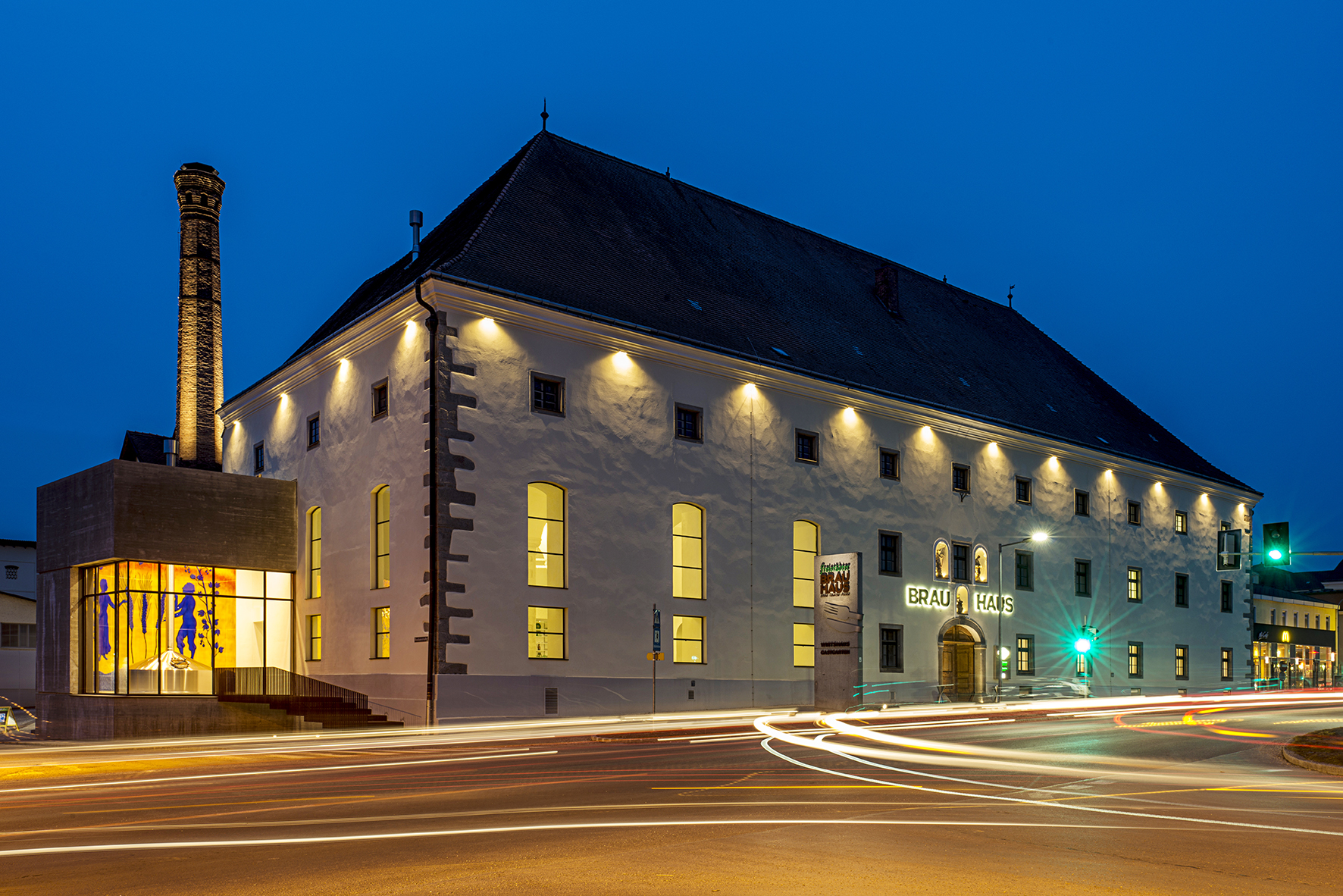
Brauerei Freistadt

Die Braucommune in Freistadt ist eine Bierbrauerei in Freistadt, Oberösterreich und wurde 1770 erstmals urkundlich erwähnt. Die Braucommune erzeugt jährlich rund 160.000 Hektoliter Bier und ca. 20.000 hl alkoholfreie Getränke. Somit ist die Brauerei Freistadt die größte Privatbrauerei im gesamten Oberösterreich. Mit Stand 2025 werden 150 Mitarbeiter beschäftigt. Das Liefergebiet umfasst das Mühlviertel, den Großraum Linz, Wels, Steyr, umliegendes Waldviertel und Wien.  2021 gründete die Brauerei zusammen mit neun anderen Gründungsmitgliedern den „Verein der Unabhängigen Privatbrauereien Österreichs“.

## Geschichte

### Frühes Brauwesen
Mit den am 5. Juni 1363 und am 29. Juni 1363 von Herzog Rudolf IV. ausgestellten Urkunden bekam die Stadt Freistadt das Meilenrecht und jeder Hausbesitzer innerhalb der Stadtmauern die Braugerechtigkeit. Nicht jeder Bürger braute sein eigenes Bier, und die Menge wurde auf Grund des Schätzwertes des Hauses festgelegt. Der Magistrat regelte und überwachte diese Menge entsprechend der gültigen Brauordnung. Die älteste Brauordnung des Landes Oberösterreich hat sich in der Stadtordnung von Freistadt von 1440/1447 erhalten. Sie regelt die Brauzeiten, -mengen und -geräte, die Bezahlung des Braumeisters und der Brauknechte, die Lagerung des Bieres, den Preis von Bier und Treber als auch die Strafen für die Einfuhr von Malz aus Böhmen und andere Verstöße.
1525 gab es in der Stadt insgesamt 12 Brauhäuser (heute Eisengasse 10, 12 und 16, Huterergasse 4, Pfarrgasse 20, Salzgasse 3, 32 und „hinter dem inneren Bad“, Samtgasse 7, Waaggasse 15, 22 und 27), 1557 noch 11, 1560 nur noch 8. Im Jahr 1648 gab es noch fünf bürgerliche Brauhäuser, 1685 nur noch das in der Pfarrgasse 20 und jenes in der Salzgasse „hinter dem inneren Bad“.
Gebraut wurde ursprünglich nur Braunbier und Rotbier, zuweilen auch das sogenannte Jungbier und Märzenbier. Als Reaktion auf die zunehmende Konkurrenz durch das böhmische Weißbier entstand in Freistadt 1573 das städtische Weißbierbrauhaus, das durch ein eigenes Weißbieramt verwaltet wurde.
Im 18. Jahrhundert kam es auf Grund der schlechten Qualität zur Unzufriedenheit der Bürger. Sie schlossen sich zusammen, erwarben 1770 das städtische Weißbierhaus und erbauten zwischen 1771 und 1780 außerhalb der Innenstadt ein neues Brauhaus, das am 2. März 1780 eingeweiht wurde und in welchem am 4. März 1780 der erste Sud Braunbier gebraut wurde. Das Gebäude der alten Weißbierbrauerei, die früher dem Magistrat gehört hatte, wurde an den Tuchhändler Anton König verkauft, für das alte Braunbierhaus der „Gmain“ fand sich aber kein Käufer, sodass es abgerissen und 1783 in einen Garten umgewandelt wurde. Alle 149 Hausbesitzer der Innenstadt wurden Mitglieder der Braucommune und sind es bis heute geblieben.

### Gründungsjahr

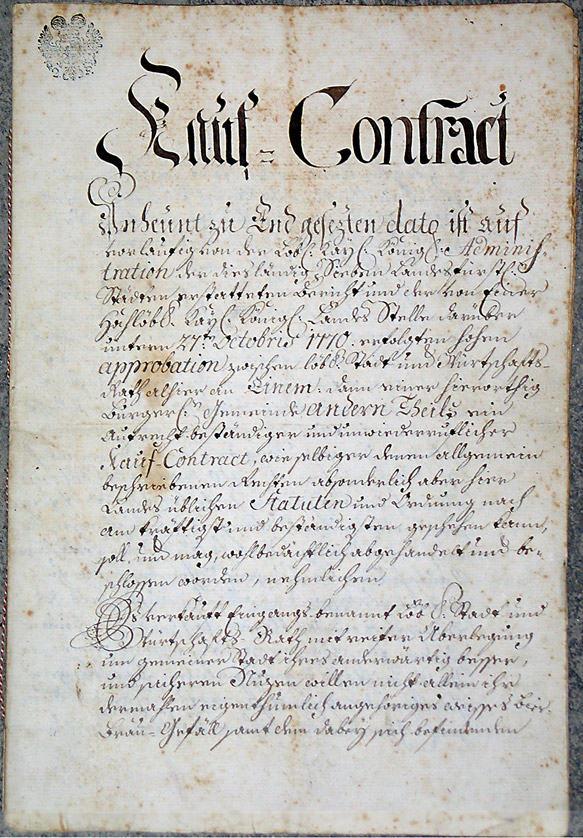
Kaufvertrag von 1770, S. 1.

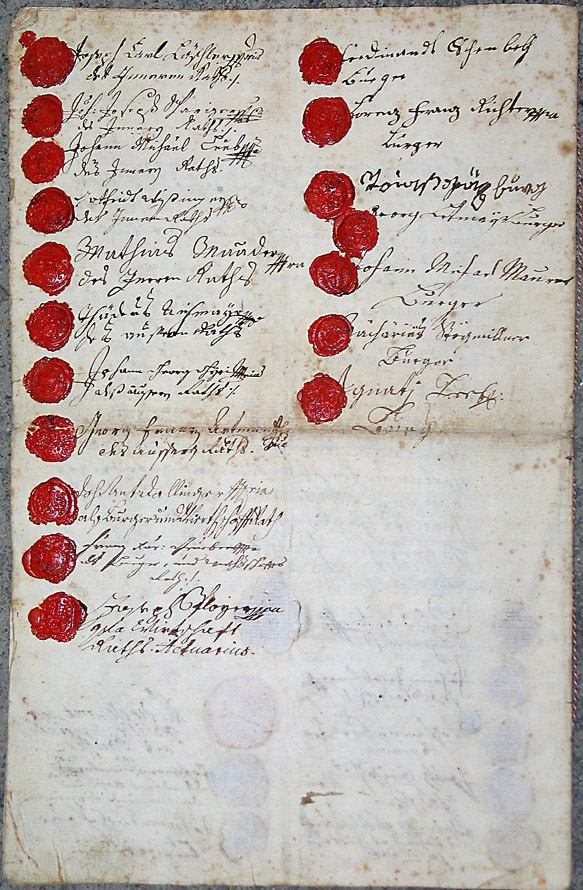
Kaufvertrag von 1770, S. 2.

Für die Braucommune Freistadt gibt es keine Gründungsurkunde, vielmehr vollzog sich die Bildung der Gesellschaft in mehreren Schritten:
- Als 1737 das Brauhaus des Georg Schinagl in der Pfarrgasse 20 einging, schlossen sich die Bürger der Stadt zusammen, kauften von Josef Kreuzer um 1000 Gulden das letzte noch verbliebene bürgerliche Brauhaus hinter dem Bad und richteten dort das Braunbierhaus ein.[8]
- 1746 reichte die Bürgerschaft unter Führung des äußeren Rates Johann Michael Winkler eine Liste aller Stadthäuser mit dem Titel „Beschreibung deren Bürgers Häußern“ an den Magistrat, damit die einem Haus zustehende Eimerzahl als Basis für die Stadteinlage und dadurch als Steuerbemessungsgrundlage diene. Dieses Gesuch wurde am 20. Juni 1746 von Bürgermeister Gubatta genehmigt, womit Bürger mit hohem Braunutzen zukünftig entsprechend höhere Steuern zahlten.[8]
- Spätestens mit der Errichtung des neuen und nunmehr einzigen Brauhauses in der Stadt war die Braucommune nicht nur aus Verwaltungssicht, sondern auch nach außen hin sichtbar ausgeformt. Die am Haupttor eingemeißelte Jahreszahl 1777 („Erbauet 1777“) gilt deshalb als Gründungsjahr der Braucommune Freistadt. Alternativ dazu hätte man entweder das Jahr 1770, als der Linzer Maurermeister Johann Gangl am Kalvarienberg mit dem Brechen der Steine begann und am 31. Dezember der Kaufvertrag unterzeichnet wurde, oder das Jahr 1780, als das neue Brauhaus eingeweiht wurde, nehmen können.[10]

### 19. Jahrhundert
Die Leitung der Braucommune hatte ursprünglich der jeweilige Bürgermeister mit dem Wirtschaftsrat, der aus sechs bis vierzehn Personen bestand. Ab 1835/37 wurde ein gewählter Vorstand mit der Leitung betraut. Bei den Sitzungen wurden nicht nur Fragen des Brauhauses, sondern viele andere Angelegenheiten behandelt, die mit Geld, Einlagen und Darlehen zu tun hatten. Oft werden das Bürgerspital, die Johanneskirche, die Schießstätte und das Mauthaus in den Protokollen genannt.
Es gab folgende ausübenden Organe:
- der Bräuverwalter hatte die Entscheidungen des Wirtschaftsrats auszuführen und diesem Bericht zu erstatten.
- der Abmesser war ein schon im 15. Jahrhundert vorhandenes städtisches Amt und war für die richtigen Mengen und Gewichte beim Wareneingang zuständig
- der Bierschreiber trug die Verantwortung für die gewissenhafte Aufzeichnung der erzeugten und verkauften Biermengen
- der „Controllor“ hatte als Stütze für des Brauhausverwalters auf die Ordnung im Betrieb zu sehen

Im 19. Jahrhundert wurden im Jahresverlauf 13 bis 21 Menschen in der Brauerei beschäftigt:
- 1 Braumeister
- 4–8 Facharbeiter („Brauknechte“): Heizer, Dörrer, Mälzer, Biersieder, Bierabzieher
- 6–8 Fassabzieher, die für den Transport und die Verfrachtung der Bierfässer zuständig waren
- 2–4 Pferdeknechte für ebenso viele Pferdegespanne
- Tagelöhner nach Bedarf

1885 brachte der neue Vorstand Paul Obermayr innerhalb eines Jahres neue Technik in die alten Mauern. Ein Kesselhaus für Dampfbetrieb mit Kohlebefeuerung wurde von der Prager Firma Nowak eingerichtet. Die oö. Baugesellschaft übernahm den Umbau des bestehenden Sudhauses in einen Eis- und Gärkeller und den Neubau eines Sudhauses mit Kühlhaus.

### 20. Jahrhundert
Im Jänner 1907 führte ein Ansinnen der Arbeiter zu einem Arbeiterstreik, gegen den der Verwaltungsrat energisch vorging. Der Vertrauensmann der Arbeiterschaft verlangte nämlich am 16. Jänner 1907 eine schriftliche Anerkennung der Organisation der Arbeiter, die 1906 erstmals in Erscheinung getreten war. Der Verwaltungsrat lehnte diesen Antrag am 31. Jänner ab, außerdem verweigerte er die Zurücknahme der Entlassung eines Burschen, der inzwischen gekündigt worden war. Am 4. Februar in der Früh stellte die Mehrzahl der Arbeiter die Arbeit ein. Der Verwaltungsrat entließ fünf nicht mehr erwünschte Mitarbeiter fristlos, stellte den anderen Arbeitern aber in Aussicht, dass sie ihre Arbeit nicht verlieren, wenn sie bis 12 Uhr Mittag ihre Arbeit wieder aufnehmen. Am 5. Februar wurde wieder normal gearbeitet, und einige Lohnforderungen wurden erfüllt.
Zwischen den beiden Weltkriegen wurde eine Reihe von Eiskellern in den Orten mit Bierdepots im Bezirk errichtet: 1924 in Neumarkt, 1925 in Kefermarkt, Reichenau und Reichenthal, 1929 in St. Oswald, Windhaag und Rainbach, 1930 in Gutau, 1931 schließlich in Schenkenfelden, dessen Brauhaus schon 1901 gepachtet worden war. Der Aufzug zum Eiskeller, der bislang mit Pferden durchgeführt worden war, wurde 1922 elektrifiziert. 1931 begann der erste Lastwagenlenker seinen Dienst.
Nach dem Zweiten Weltkrieg kam es zu weiteren technischen Umstellungen. 1956 verließ das letzte Pferdegespann die Brauerei 1959 wurde das letzte Eiswagerl aufgezogen und eine neue Linde-Kühlanlage in Betrieb genommen. An Stelle der Holz-Lagerfässer, die 1959 zum letzten Mal ausgekellert und nach Ungarn als Weinfässer verkauft wurden, wurde ein großer Alu-Lagertank der Firma Hinke installiert. 1970 wurde, wie schon zuvor in anderen Brauereien, die hauseigene Mälzerei eingestellt, weil man billigeres Malz in gleichmäßigerer Qualität von Großmälzereien einkaufen konnte.
1959 wurde die erfolgreiche Biersorte „Ratsherrn-Trunk“ eingeführt, deren Name die enge Verflechtung der Braucommune mit der Stadtgeschichte andeutet und die zu einem Gütezeichen der Brauerei Freistadt wurde.

### Vorstände der Brauerei
Liste der Brauereivorstände (Auswahl):
- 1863–1864 Caspar Schwarz
- 1885–1889 Paul Obermayr
- 1889–1897 Josef Schifferer
- 1897–1922 Theodor Scharizer
- 1922–1926 Franz Ferschl sen.
- 1926–1928 Franz Wimberger
- 1928–1945 Matthäus Koller
- 1945–1947 Franz Haunschnmidt
- 1947–1950 Josef Mayringer
- 1951–1956 Franz Ferschl jun.
- 1956–1962 Josef Burgermeister
- 1962–1977 Wilhelm Jäger
- (2018) Michael Raffaseder

## Braucommune
Die „Commune“ als Rechtsform einer Firma ist derzeit im Firmenbuch als solche eingetragen und gilt mittlerweile als einzige und letzte ihrer Art in Europa.
Die Einlage der Commune bestand aus Eimern (ein Eimer sind rund 56 Liter), wobei im 18. Jahrhundert in Summe 6.390 Eimer Gesamtvermögen eingebracht wurden. Die Eimer sind ungleichmäßig verteilt, die Einlage beträgt mindestens 15 Eimer und höchstens 140 Eimer. Dies hat sich bis heute so erhalten, das heißt, dass mit einem Hauskauf in der Innenstadt zusätzlich ein Anteil an der Brauerei Freistadt erworben wird. Im Grundbuch ist die Einlage in folgender Art vermerkt:

„Mit dieser Liegenschaft ist der Bezug eines jährlichen Braunutzens von 140 Eimern von der Braukommune in Freistadt verbunden“

## Brauhaus
Der barocke, dreigeschoßige, dreiflügelige Bau aus den 1770er-Jahren steht seit 1986 unter Denkmalschutz (Listeneintrag). Der Anbau im Südwesten stammt aus der zweiten Hälfte des 19. Jahrhunderts.
Im Inneren findet sich eine reiche Ausgestaltung mit Gewölben, meist Stichkappentonnengewölbe oder Kreuzgratgewölben. Die drei Sudkessel im Keller wurden beim Neubau des Sudhauses errichtet. Der Generalumbau des Brauhauses erfolgte in den Jahren 2011 und 2012 als Vorbereitung für die Oberösterreichische Landesausstellung 2013 Alte Spuren, Neue Wege.
Im Brauhaus ist die so genannte Brauhausgalerie untergebracht.
Das Brauwasser kommt aus zwei 80 Meter Tiefbrunnen in einem Wasserschutzgebiet bei St. Peter, westlich von Freistadt.

## Produkte

### Biersorten
- Ratsherrn Premium (12,1° Stammwürze, 5,2 % Alkohol)
- Lager (9,8° Stammwürze, 3,8 % Alkohol)
- Märzen (11,3° Stammwürze, 4,8 % Alkohol)
- Bio Zwickl (11,1° Stammwürze, 4,7 % Alkohol)
- Black Bock (17° Stammwürze, 7,1 % Alkohol)
- Rotschopf (13,5° Stammwürze, 5,6 % Alkohol)
- Imperator (18,5° Stammwürze, 8,2 % Alkohol)
- Pegasus (12,8° Stammwürze, 5,4 % Alkohol)
- Junghopfen Pils (11,5° Stammwürze, 4,8 % Alkohol)
- Zwickl-Radler (40 % Bier und 60 % Zitronenlimonade, 2 % Alkohol)

### Limonaden
- Maracuja-Orange
- Pink Grapefruit
- Orange
- Kräuter
- Cola-Mix
- Soda Zitrone
- Holunder Soda
- Cola[18]